# Ibdes
Ibdes è un comune spagnolo di 523 abitanti situato nella comunità autonoma dell'Aragona.